# Myxas
Myxas is een geslacht van weekdieren uit de klasse van de Gastropoda (slakken).

## Soorten
- Myxas buchii (Eichwald, 1830) †
- Myxas glutinosa (O. F. Müller, 1774)
- Myxas hidasensis Csepreghy-Meznerics, 1950 †